# Elephantomyia (Elephantomyia) arcuaria
Elephantomyia (Elephantomyia) arcuaria is een tweevleugelige uit de familie steltmuggen (Limoniidae). De soort komt voor in het Neotropisch gebied.